# 五道口駅

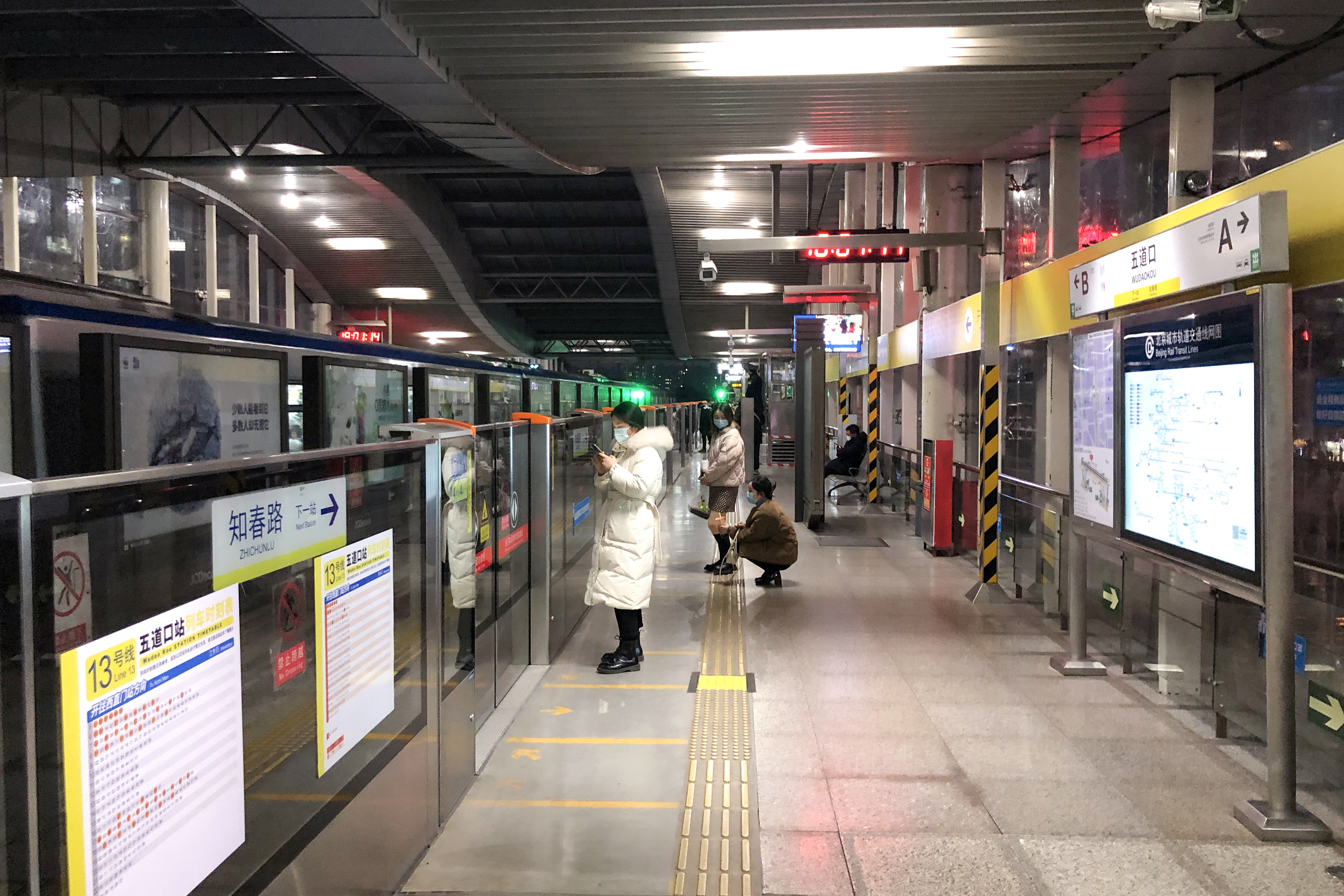
ホーム

五道口駅（ごどうこうえき）は北京市海淀区に位置する北京地下鉄13号線の駅。駅番号は(1304)。

## 駅構造
- 相対式ホーム2面2線を有する高架駅。出口はAとBの2箇所ある。

| 13号線のりば | 相対式ホーム       |
| 13号線のりば | ←13号線 西直門方面 |
| 13号線のりば | 13号線 東直門方面→ |
| 13号線のりば | 相対式ホーム       |

| 当駅ホームに到着するDKZ5型電車。 |

## 駅周辺
- 五道口商業中心
- 東升派出所
- 東升多人民政府
- 東升大厦
- 五道口電影院
- 五道口賓館
- 北京城建集团第四公司
- 北京語言大学
- 清華大学
- 必勝客
- 麦当劳
- 東杰士
- 肯徳基
- 清華紫光集団
- 中国人民銀行研究生部
- 海淀保安
- 東升医院
- 徳意志銀行
- 業開発銀行
- 華潤超市
- 北京巴士旅遊五道口発車中心
- 同方大厦
- 清華園賓館
- 東開大厦
- 順徳賓館
- 北京総合大学電子工程学院
- 地球村語言学校
- 北京資料館
- 中国科学院過程工程研究所
- 中国科学院自動化研究所
- 中国科学院工程物理研究所

## 歴史
- 2002年9月28日 - 開業。

## 隣の駅
北京地下鉄
■13号線
知春路駅 (1303) - 五道口駅 (1304) - 清華東路西口駅 (開業予定) - 上地駅 (1305)
座標: 北緯39度59分30秒 東経116度19分54秒 / 北緯39.99158度 東経116.33164度